# سفارة مصر في الكويت
سفارة مصر في الكويت هي الممثلية الدبلوماسية العليا لدولة جمهورية مصر العربية لدى دولة الكويت. تقع السفارة في مدينة الكويت، وتهدف لتعزيز المصالح المصرية في الكويت.